# Дзядовиці-Фольварк
Дзядовиці-Фольварк (пол. Dziadowice-Folwark) — село в Польщі, у гміні Малянув Турецького повіту Великопольського воєводства.
Населення — 203 особи (2011).
У 1975-1998 роках село належало до Конінського воєводства.

## Демографія
Демографічна структура станом на 31 березня 2011 року:
|          | Загалом | Допрацездатний вік | Працездатний вік | Постпрацездатний вік |
| -------- | ------- | ------------------ | ---------------- | -------------------- |
| Чоловіки | 103     | 23                 | 69               | 11                   |
| Жінки    | 100     | 20                 | 61               | 19                   |
| Разом    | 203     | 43                 | 130              | 30                   |